# Renate Schutte
Renate Schutte (Zwolle, 8 juli 1974) is een Nederlandse presentatrice en fotomodel.
Na haar middelbare school heeft Schutte enkele jaren verpleegkunde gestudeerd, maar zij stapte vervolgens over naar de pabo. Zij was enige tijd werkzaam als onderwijzeres, maar al snel ging zij meer tijd besteden aan haar presentatie- en modellenwerk.
Voor zowel nationale als regionale omroepen, waaronder TV8 Brabant, Omroep Brabant, Omroep Gelderland, Net 8 Twente, SBS6 en Kindernet, presenteerde zij verscheidene televisieprogramma's.
Sinds 2005 presenteert ze samen met Marcel Kuijer de AVRO-kennisquiz voor de jeugd Smartkidz en sinds 2008 doet ze samen met Ewout Genemans Sudokidz. Kuijer en Schutte presenteerden in 2005 ook Pop4Kids On Tour, drie grote popconcerten voor kinderen met een ziekte of beperking. In 2006 presenteerde zij samen met Frits Sissing het Gouden Televizier-Ring Gala.
Sinds 2007 is zij het gezicht van DNTV, een themakanaal waarin dier en natuur centraal staan. Sinds 2007 presenteert ze TVZ11.
Sinds 2008 presenteert zij Avro Kunstquest.
In 2008 was zij samen met Chantal Janzen medepresentatrice van de backstage special op internet van Op zoek naar Joseph, de musical-auditie-op-tv voor de hoofdrol in Joseph, de musical.